# Retroinhibició enzimàtica

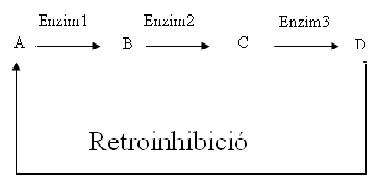
Retroinhibició enzimàtica

La retroinhibició enzimàtica (de l'anglès feed-back) és la inhibició d'un enzim al·lostèric al principi d'un seqüència metabòlica pel producte final de la seqüència; també es coneix com a inhibició pel producte final.

## Funcionament de la retroinhibició enzimàtica
La funció dels inhibidors és alentir o aturar les reaccions; i en el cas de la retroinhibició és degut a l'acció del producte final de la mateixa reacció.
En alguns sistemes multienzimàtics l'enzim regulador és inhibit de forma específica pel producte final de la ruta sempre que el producte final s'acumuli en excés per sobre de les necessitats de la cèl·lula. Quan la reacció de l'enzim es torna més lenta, tots els enzims posteriors operen a velocitat reduïda, ja que els seus substrats es troben en menor concentració. D'aquesta manera s'equilibra la velocitat de formació del producte final amb les necessitats de la cèl·lula. L'acumulació del producte final de la ruta fa que, en darrer terme, tota la via funcioni més lentament.
Els enzims no alteren la constant d'equilibri d'una reacció; en conseqüència, en la reacció 
```
S ↔ P 
```

la direcció del flux material, bé en el sentit directe o invers, dependrà de la concentració de S relativa a P i de la constant d'equilibri de la reacció. Com que els enzims catalitzen tant la reacció directa com la inversa, pot aparèixer un problema si el producte té una afinitat per l'enzim similar a la del substrat. En aquest cas, el producte pot tornar a fixar-se fàcilment al centre actiu de l'enzim i competir amb el substrat pel mateix centre. En aquests casos el producte inhibeix la reacció a mesura que augmenta la seva concentració. La gràfica de Lineweaver-Burk no serà lineal en aquells casos en què l'enzim sigui susceptible a la inhibició per producte (retroinhibició). Si el següent enzim en la ruta metabòlica elimina el producte ràpidament, llavors no té lloc la inhibició per producte.
En una ruta metabòlica, la inhibició per producte proporciona un mitjà limitat de control o de regulació del flux de substrat a través de la via. Si un o més enzims de la ruta són especialment sensibles a la inhibició per producte, se suprimirà la fabricació del producte final. La reversibilitat d'una via o d'una reacció enzimàtica concreta depèn de la velocitat d'eliminació del producte. Si el producte final s'elimina finalment, la ruta pot ser fisiològicament unidireccional.

## Aplicacions de la retroinhibició

### Isoleucina
Un dels primers exemples descoberts de retroinhibició al·lostèrica fou el sistema enzimàtic bacterià que catalitza la conversió en cinc passos de L-Treonina en L-Isoleucina. El primer enzim d'aquest sistema, la treonina deshidratasa és inhibit per la isoleucina, que és el producte de l'última reacció de la sèrie.
La isoleucina és molt específica com a inhibidor. Cap altre intermediari d'aquesta seqüència de reaccions inhibeix la treonina deshidratasa ni cap altre enzim de la seqüència és inhibit per la isoleucina. La isoleucina no es fixa al lloc actiu sinó a un altre lloc específic de la molècula enzimàtica denominat lloc regulador. Aquesta fixació és de tipus no covalent, per la qual cosa, és fàcilment reversible; si disminueix la concentració d'isoleucina, augmenta l'activitat de deshidratació de la treonina. D'aquesta manera l'activitat de la treonina deshidratasa respon ràpidament i reversible a les fluctuacions en la concentració cel·lular d'isoleucina.

### El glicogen controla per retroinhibició la seva pròpia síntesi
La proporció de glicogen sintasa a la forma activa α disminueix a mesura el glicogen s'acumula a un teixit determinat. No es coneix bé el mecanisme, però el glicogen pot fer que la forma α del glicogen sintasa sigui un substrat millor per a alguna de les proteïnes quinases o, alternativament, el glicogen podria inhibir la desfosforilació del glicogen sintasa β per la fosfoproteïna fosfatasa. Qualsevol d'aquests mecanismes podria explicar el desplaçament de l'estat estacionari a favor de la glicogen sintasa β, que té lloc en resposta a l'acumulació de glicogen.

### Biosíntesi de nucleòtids de purina regulada per retroinhibició
Tres mecanismes de retroalimentació cooperen en la regulació de la velocitat global de síntesi del nucleòtids purínics (adenina i guanina) i de les velocitats relatives de formació dels dos productes finals: adenilat i guanilat.
El primer d'aquests mecanismes actua sobre la primera reacció específica de la síntesi de purines: la transferència d'un grup amino al PRPP(fosforribosil pirofosfat) per formar la 5-fosforribosilamina. Aquesta reacció està catalitzada per l'enzim al·lostèric glutamina-PRPP amidotransferasa, que és inhibit pels productes finals IMP (inosinat), AMP (adenosina5’-monofosfat) i GMP (guanosin5’-monofosfat). El AMP i el GMP actuen en aquesta inhibició concertada. Així doncs, sempre que l'AMP o el GMP s'acumulin en excés, s'inhibeix parcialment el primer pas de la seva biosíntesi a partir de PRPP.
En el segon mecanisme de control, que s'exerceix més endavant, un excés de GMP en la cèl·lula inhibeix la formació de xantilat a partir d'inosinat, catalitzada per la IMP deshidrogenasa, sense que quedi afectada la formació d'AMP. Ans al contrari, una acumulació d'adenilat inhibeix la formació d'adenilsuccinat per l'adenilsuccinat sintetasa, sense que quedi afectada la biosíntesi d'GMP.
En el tercer mecanisme el GTP és necessari per a la conversió d'IMP en AMP.
El mecanisme de control final és la inhibició de la síntesi de PRPP per regulació al·lostèrica de la ribosafosfat pirofosfoquinasa. Aquest enzim és inhibit per l'acció d'ADP i GDP i pels metabòlits d'altres rutes en les quals el PRPP és el punt d'inici.

### Biosíntesi de nucleòtids de pirimidina regulada per retroinhibició
La regulació de la velocitat de síntesi dels nucleòtids de pirimidina (timina, citosina i uracil) en els bacteris té lloc en gran part a través de l'enzim aspartat transcarbamilasa (ATCasa), que catalitza la primera reacció de la seqüència i que és inhibit per CTP, el producte final de la seqüència. La molècula de ATCasa bacteriana consta de 6 subunitats catalítiques i 6 subunitats reguladores. Les molècules de substrat s'uneixen a les subunitats catalítiques, mentre que l'inhibidor al·lostèric CTP s'uneix a les subunitats al·lostèriques. La molècula sencera d'ATCasa, així com les seves subunitats, existeixen en dues conformacions, una activa i l'altra inactiva. Quan el CTP no està unit a les subunitats reguladores l'activitat enzimàtica és màxima. A mesura que s'acumula el CTP i s'uneix a les subunitats reguladores, aquestes canvien de conformació. Aquest canvi es propaga a les subunitats catalítiques que adquireixen una conformació inactiva. L'ATP impedeix els canvis induïts pel CTP.